# Иуиу
Иуиу (порт. Iuiú) — муниципалитет в Бразилии, входит в штат Баия. Составная часть мезорегиона Юго-центральная часть штата Баия. Входит в экономико-статистический микрорегион Гуанамби. Население составляет 10 232 человека на 2006 год. Занимает площадь 1095,715 км². Плотность населения — 9,3 чел./км².

## Статистика
- Валовой внутренний продукт на 2003 год составляет 35 122 308,00 реалов (данные: Бразильский институт географии и статистики).
- Валовой внутренний продукт на душу населения на 2003 год составляет 3393,46 реала (данные: Бразильский институт географии и статистики).
- Индекс развития человеческого потенциала на 2000 год составляет 0,611 (данные: Программа развития ООН).

## Достопримечательности
Пещера «Lapa do Baixão», где найдены цикады-эндемики пещер Бразилии Iuiuia caeca.

## Флора и фауна
Iuiuia caeca — пещерный вид цикадовых насекомых из семейства Kinnaridae, единственный в составе монотипического рода Iuiuia, получивший родовое название по имени места нахождения типовой серии (Iuiu, Иуиу).